# Strizivojna
 Strizivojna  è un comune della Croazia di 2 759 abitanti della Regione di Osijek e della Baranja.